# Казка про того, хто ходив страху вчитися
«Казка про того, хто ходив страху вчитися», або «Казка про чоловіка, котрий хотів зазнати страху» (нім. Märchen von einem, der auszog das Fürchten zu lernen) — народна казка, опублікована братами Грімм у збірці «Дитячі та сімейні казки» (1812). 
Згідно з класифікацією казкових сюжетів Аарне-Томпсона має номер 326: «Юнак, який хоче дізнатись, що таке страх». Помітний вплив на казку мала середньовічна оповідка про пригоди Ланселота, який також мусив провести ніч у заклятому замку з привидами.

## Сюжет
Один парубок став відомий тим, що нічого не боїться і не лякається, хоча дуже хоче довідатися, як то буває людям сумно та страшно. Згодом він вирушає у мандрівку, щоб під час своїх пригод пізнати, що таке страх. Після кількох невдалих спроб, парубок висловлює бажання переночувати три ночі в одному  заклятому замку. Тому, кому це вдасться король заприсягся віддати свою дочку королівну. Парубок не лякається привидів і нечистої сили, що населяють замок, і зрештою одружується з королівною. Наприкінці казки, однак,  він таки зазнає страху, коли під час сну його дружина виливає на нього діжку холодної води зі ставка.

## Екранізації
- «Сімсала Грімм» (нім. Simsala Grimm) — німецький анімований серіал 1999 року (1 сезон, 10 епізод);
- «Казка про того, хто ходив страху вчитися» — німецький фільм 2014 року; належить до циклу телевізійних фільмів «Найгарніші казки братів Грімм».